# 迪克森 (愛荷華州)
迪克森（英語：Dixon）是一個位於美國愛荷華州斯科特縣的城市。

## 地理
迪克森的座標為41°44′29″N 90°42′58″W / 41.74139°N 90.71611°W，而該地的平均海拔高度為206米（即676英尺）。

## 人口
根據2010年美國人口普查的數據，迪克森的面積為0.39平方千米，當中陸地面積為0.39平方千米，而水域面積為0.00平方千米。當地共有人口247人，而人口密度為每平方千米633人。